# تل کراتین
تل کراتین (به عربی: تل کراتین) یک روستا در سوریه است که در ناحیه سراقب واقع شده‌است. تل کراتین ۱٬۵۰۲ نفر جمعیت دارد.